# Hertha Ayrton
Phoebe Sarah Hertha Ayrton, conocida como Hertha Ayrton (Portsea, Hampshire, 28 de abril de 1854-Bexhill-on-sea, Sussex, 26 de agosto de 1923), fue una ingeniera, matemática, física e inventora británica. Fue galardonada con la Medalla Hughes de la Royal Society por sus estudios del arco eléctrico y la formación de ondas de las dunas y las olas del mar.

## Primeros años y educación
Hertha Ayrton nació como Phoebe Sarah Marks el 28 de abril de 1854 en el número 6 de la calle Queen, en Portsea, Hampshire, sur de Inglaterra. Era la tercera hija del matrimonio formado por Levi Marks, un relojero judío inmigrante de la Polonia zarista, y Alice Theresa Moss, una costurera, hija de Joseph Moss, comerciante de vidrio de Portsea. Su padre falleció en 1861, dejando a la madre de Sarah con siete hijos que mantener y uno más en camino, así que Sarah asumió la responsabilidad de cuidar a sus hermanos pequeños.
Con nueve años, Sarah recibió la invitación de sus tíos, que dirigían una escuela al noroeste de Londres, para vivir bajo su tutela y encargarse de su educación. Su personalidad rebelde y en ocasiones ruda llamaba la atención de sus compañeros y profesores. Sus primos la introdujeron en el mundo de la ciencia y las matemáticas, y con dieciséis años ya trabajaba como institutriz (profesora particular). Estudió matemáticas en el Girton College de Cambridge y su tutor fue Richard Glazebrook. George Eliot, que entonces estaba escribiendo Daniel Deronda, apoyó la solicitud de admisión de Sarah. Presumiblemente, uno de los personajes de la obra, Mirah, se basa en Ayrton, aunque no se ha demostrado. En su etapa en Cambridge, Ayrton construyó un esfigmomanómetro, dirigió la coral, fundó la brigada de bomberos de Girton y junto con Charlotte Scott, la primera wrangler de Girton, fundaron un club de matemáticas. En 1880, Ayrton aprobó los Tripos de Matemáticas pero no recibió el título porque, en esa época, Cambridge solo daba certificados y no títulos académicos a las mujeres. Superó un examen externo y obtuvo su título de Bachelor of Science de la Universidad de Londres en 1881.

## Trabajos sobre matemáticas e ingeniería eléctrica
A su regreso a Londres, se ganó la vida dando clases particulares y bordando, creó un club de mujeres trabajadoras y cuidó de su hermana inválida. También puso en práctica sus habilidades matemáticas: enseñó en Notting Hill y Ealing Gigh School y creó y solucionó  problemas matemáticos, muchos de los cuales se publicaron en «Mathematical Questions and Their Solutions» en el Educational Times. En 1884, patentó un instrumento de dibujo de ingeniería para dividir una línea en cualquier número de partes iguales y para ampliar y reducir figuras. Fue su primer invento importante. Aunque probablemente su uso principal fuera para artistas, también era útil para arquitectos e ingenieros. La solicitud de patente de Hertha fue financiada por Louisa Goldsmid y la feminista Barbara Bodichon, quienes le adelantaron dinero suficiente para sacar adelante sus patentes. Su invento se mostró en la Exhibition of Women’s Industries y recibió mucha atención de la prensa. Hertha honró a Barbara Bodichon llamando a su hija nacida en 1886, Barbara Bodichon Ayrton (1886-1950). La patente de Ayrton de 1884 fue la primera de muchas. Hasta su muerte, registró 26 patentes: 5 sobre divisores matemáticos, 13 sobre lámparas de arco y electrodos y el resto sobre la propulsión de aire.
En 1884, empezó a ir a clases nocturnas sobre electricidad en el Finsbury Technical College, impartidas por William Edward Ayrton, un pionero en la enseñanza de física e ingeniería eléctrica y socio de la Royal Society. El 6 de mayo de 1885 se casó con su exprofesor, y desde entonces le asistió en sus experimentos de física y electricidad. Hertha comenzó también su propia investigación sobre las características del arco eléctrico.
A finales del siglo XIX, el uso del arco eléctrico era muy común en el alumbrado público. Su mayor problema era la tendencia de los arcos eléctricos a emitir chasquidos y silbidos. En 1895, Hertha Ayrton escribió una serie de artículos para The Electrician, explicando que estos fenómenos se producían cuando el oxígeno entraba en contacto con las varillas de carbono utilizadas para crear el arco. En 1899, fue la primera mujer en leer su propia ponencia ante la Institution of Electrical Engineers (IEE). Su estudio se tituló "El silbido del arco eléctrico". Poco después, Hertha fue elegida la primera mujer miembro del IEE; la siguiente no lo sería hasta 1958. Solicitó presentar su estudio ante la Royal Society pero no se le concedió debido a su sexo: The Mechanism of the Electric Arc (El Mecanismo del Arco Eléctrico) fue leído por John Perry en su nombre en 1901. También fue la primera mujer en obtener un premio de la institución, la Medalla Hughes, otorgada en 1906 en reconocimiento a sus investigaciones sobre la formación de ondas en las dunas por las olas del mar y su trabajo sobre el arco eléctrico. A finales del siglo XIX, el trabajo de Hertha en el campo de la ingeniería eléctrica era ampliamente reconocido, tanto nacional como internacionalmente. En el Congreso Internacional de Mujeres celebrado en Londres en 1899, Hertha presidió la sección de física. También habló en el Congreso Eléctrico Internacional en París en 1900. Su éxito allí condujo a que la Asociación Británica para el Avance de la Ciencia permitiera a las mujeres entrar en comités generales y particulares.
En 1902, Ayrton publicó The Electric Arc (El arco eléctrico), un compendio de sus investigaciones y trabajos sobre el arco voltaico, a partir de sus primeros artículos de The Electrician publicados entre 1895 y 1896. Con esta publicación, su contribución al campo de ingeniería eléctrica comenzó a consolidarse. Aun así, al menos al principio, Hertha no fue bien recibida por las más prestigiosas y tradicionales sociedades científicas como la Royal Society. En el periodo posterior a la publicación de El Arco Eléctrico, Hertha fue propuesta como socia de la Royal Society por el renombrado ingeniero eléctrico John Perry en 1902. El Consejo de la Royal Society desestimó su solicitud, porque las mujeres casadas no podían ser candidatas a socios. Aun así, en 1904, se convirtió en la primera mujer en leer su ponencia ante la Royal Society «The Origin and Growth of Ripple Marks» (El origen y expansión de las ondulitas), que después se publicó en el Proceedings of the Royal Society. En 1906 le fue concedido el galardón más prestigioso de la Royal Society, la Medalla Hughes, por «sus investigaciones experimentales sobre el arco eléctrico, y también sobre las ondulitas de la arena». Fue la quinta persona en obtener este premio, que se concede anualmente desde 1902 en reconocimiento a un descubrimiento original en las ciencias físicas, particularmente en electricidad y magnetismo o sus aplicaciones; y hasta 2013, una de las dos únicas mujeres galardonadas.

## Últimos años e investigación
En 1908 y 1911, Hertha leyó de nuevo resultados de su investigación ante la audiencia de la British Association y la Physical Society. El interés de Ayrton en los vórtices de agua y aire inspiraron el ventilador Ayrton, llamado flapper, utilizado en las trincheras en la Primera Guerra Mundial para disipar el gas venenoso. Ayrton luchó por su aceptación y organizó su producción: en el frente oeste se utilizaron unas 100 000 unidades.
Hertha colaboró en crear la Federación Internacional de Mujeres Universitarias en 1919 y el Sindicato Nacional de Trabajadores Científicos en 1920. Murió por infección sanguínea el 26 de agosto de 1923 en New Cottage, North Lancing, Sussex, a consecuencia de una picadura de mosquito.

## Vida privada
En su adolescencia tomó el nombre de "Hertha" de la heroína homónima de un poema de Swinburne que criticaba la religión organizada.
En 1885, se casó con el viudo William Edward Ayrton, un físico e ingeniero eléctrico que apoyó sus empeños científicos. La pareja tuvo una hija, Barbara Ayrton, llamada cariñosamente «Barbie», que sería parlamentaria por el Partido Laborista.

## Legado y reconocimiento
- Dos años después de su muerte en 1923, su amigo de toda la vida Ottilie Hancock creó la Asociación de Investigación Herth Ayrton en Girton College.[6] Esta Asociación continúa a día de hoy.[12]

- En 2007 se descubrió una placa conmemorativa en su nombre en el 41 de Norfolk Square en Paddington.[13]

- En 2010, fue votada como una de las diez mujeres británicas más influyentes en la historia de la ciencia.[14]

- En 2015, la British Society for the History of Science creó un premio para proyectos de web y compromiso digital: en una votación en línea. Los miembros escogieron llamarlo Ayrton Prize, en reconocimiento a las contribuciones de Hertha Ayrton a la ciencia británica.[15]

- El 28 de abril de 2016, Google conmemoró el 162.º aniversario del nacimiento de Ayrton con un Google Doodle en su página de inicio, con una representación del movimiento de ondas en la arena.[16][17]